# 姚啟聖
姚啟聖（1623年—1683年），字熙止，齋號憂庵、憂畏軒，浙江绍兴府會稽縣人，明末清初政治人物，清初入隸镶红旗汉军，因戰功官拜兵部尚書、太子太保，著作《憂畏軒遺集》。

## 生平

### 早年
明代時爲諸生，性好遊俠。
清兵入關後，遊歷於北直通州，受辱於土豪，一怒之下歸附滿洲旗軍，清朝檄書署理通州知州，姚一上任，隨即拘捕了該土豪，並把他杖刑打死，只好棄官而走。在路上，又看到兩名清兵凌辱女子，姚設計誘殺了二人，把女子救出。
顺治八年（1651年），其妹婿黄锡衮受命典试江南。
顺治十六年（1659年），附族人籍，隸漢軍八旗鑲紅旗。
康熙二年（1663年），考中舉人，授廣東香山縣知縣。前任知縣因積欠公款而禁錮，啟聖義勇代償。後被捲入廣東總督盧興祖「與澳門葡萄牙人勾結，擅開海禁」的罪名，判死刑，遇赦放歸，以經商維生。

### 三藩之亂
三藩之亂時，姚啟聖組織團練數百人，捐納家財十五萬兩白銀，投效大將軍正白旗都統康親王傑書，署诸暨知县，剿平紫山土寇。康熙十四年（1675年）傑書命為浙江溫處道僉事，從鑲黃旗滿洲都統拉哈达剿平松阳、宣平县耿軍。十五年，偕同副都统沃申、总兵陈世凯等协剿耿军，復雲和。
耿精忠降，升為福建布政使。後來打敗了明鄭台灣水師部隊，招撫了水師主力朱天貴，封兵部尚書、太子太保。

### 臺灣談判
傑書疏薦姚啟聖接任福建總督，續與臺灣郑氏政权進行談判。姚於福建總督（1678年—1681年）任內，於鄭經回台灣時，攻佔廈門、金門。於兵部尚書任內，與台灣鄭克塽、劉國軒、馮錫範談判，台灣比敘朝鮮，以藩屬國內附清朝，例朝貢，不剃髮，康熙帝不准。

### 疏薦施琅
姚啟聖妹婿為明季廣西巡撫黄锡衮，清初東閣大學士，是協助康熙帝擒拿鰲拜的功臣。黄锡衮有一妹夫為原屬明鄭之施琅，三人為姻親。
姚啟聖多次舉薦施琅，終得任用。但是施、姚隨即發生衝突，最後，康熙帝聽信施琅，交付水師，命姚啟聖負責後勤補給。隨即打敗臺灣明郑政权，迫降鄭克塽。施琅获封靖海侯，姚啟聖卻一無封賞，心裏憤恨不平。同年十一月，姚啟聖患背疽，一怒而逝。
次年，內閣官員們認為姚啟聖修繕船艦、軍械時，浮報高達白銀四萬七千多兩，應追繳。康熙帝顧念姚啟聖有功勞，不予追究。

## 延伸阅读
[在维基数据编辑]
 《清史稿·卷260》，出自趙爾巽《清史稿》